# Лучёвский сельсовет
Лучёвский сельсовет — муниципальное образование со статусом сельского поселения в составе Уваровского района Тамбовской области России.
Административный центр — посёлок Луч.

## История
В соответствии с Законом Тамбовской области от 17 сентября 2004 года № 232-З установлены границы муниципального образования и статус сельсовета как сельского поселения.

## Население
| 2010 | 2012 | 2013 | 2014 | 2015 | 2016 | 2017 |
| ---- | ---- | ---- | ---- | ---- | ---- | ---- |
| 970  | ↘943 | ↘914 | ↘875 | ↘868 | ↗890 | ↘864 |
| 2018 | 2019 | 2020 | 2021 |      |      |      |
| ↘836 | ↘797 | ↘790 | ↗793 |      |      |      |

## Состав сельского поселения
| № | Населённый пункт | Тип населённого пункта          | Население |
| - | ---------------- | ------------------------------- | --------- |
| 1 | Луч              | посёлок, административный центр | ↘499      |
| 2 | Энгуразово       | село                            | ↘471      |